# Croce al Valore (Grecia)
La Croce al Valore (Αριστείον Ανδρείας, Aristeion Andreias) è una decorazione militare, fino al 1974 la più alta dello stato greco, conferita per atti di coraggio o di distinto comando mostrato sul campo di battaglia. La croce venne istituita la prima volta il 13 maggio 1913, in occasione delle Guerre balcaniche ma non venne conferita fino al 1921, ad eccezione del re Costantino I e del viceammiraglio Paulos Kountouriōtīs. Venne ristabilita l'11 novembre 1940, in seguito all'invasione italiana della Grecia; la decorazione venne così concessa per tutto il periodo della Seconda guerra mondiale, sia dal governo greco in esilio che dallo Stato ellenico, stato fantoccio dell'Asse. Venne poi concessa in occasione della guerra civile e della Guerra di Corea, a cui il regno greco partecipò. Fu restaurato per l'ultima volta nel 1974 e nel 2000 l'insegna della Croce al Valore venne modificata ufficialmente; venne tolta infatti la corona, sostituita dall'emblema della Repubblica greca.

## Storia
La Croce al Valore fu istituita tramite la legge ΓΡΣΗ/30-4-1913, come un ordine piuttosto che una semplice decorazione militare, ma non fu formalmente rilasciato fino al decreto reale del 21 marzo 1921 (ΦΕΚ 47Α’/23-3-1921). Il primo insignito fu il re Costantino I di Grecia, che indossò per tutto il regno la Croce di Commendatore (insegna portata al collo); successivamente il vice ammiraglio Paulos Kountouriōtīs ricevette la Croce del Commendatore dal sovrano greco, il 15 ottobre 1914. Durante il periodo della Grande guerra, a cui il Regno di Grecia aderì solo nel 1917 dopo una lunga crisi nazionale che portò poi all'abdicazione di Costantino I, la croce al valore non venne concessa poiché preferita alla Croce di guerra, versione del 1917, considerata come più alta per il coraggio e la leadership distinta. Quando la Croce al Valore venne reintrodotta 1921, il decreto reale (31 marzo 1921) consentì ai destinatari della Croce di Guerra, vista dal governo realista come decorazione venizelista, di presentare una petizione per la sua sostituzione con la nuova decorazione al valore, ma alla fine, pochissimi decisero di farlo. Il decreto inoltre stabilì tre gradi della croce: Croce di Commendatore (Σταυρός Ταξιάρχη), portata come distintivo al collo, Croce d'Oro (Χρυσούς Σταυρός) e Croce d'Argento. (Αργυρός Σταυρός), indossati come distintivi sui nastri sul petto. Non è stato fissato alcun limite al numero di premi in ciascun grado. La decorazione fu concesso largamente durante la Guerra greco-turca (1919 - 1922): da luglio 1921 ad agosto 1922, fine del conflitto, furono assegnate 40 Croci del Comandante (39 alle bandiere del reggimento, di cui sei come premi ripetuti, ed una al tenente generale Anastasios Papoulas, comandante in capo dell'esercito dell'Asia Minore), 4.528 Croci d'Oro e 47.772 Croci d'Argento. In alcuni casi, dopo battaglie critiche, l'intero personale di alcune unità fu decorato con la Croce al Valore. La croce continuò ad essere assegnata per le imprese compiute durante la campagna dell'Asia Minore anche dopo la sua fine, nel 1923 e nel 1924, con 509 Croci d'Oro e 3 Croci d'Argento. Data la grande scarsità di medaglie vere e proprie e la grande instabilità che il regno greco soffrì dopo la Grande guerra, molti soldati semplici, a differenza della maggior parte degli ufficiali, probabilmente non ricevettero mai i loro premi.

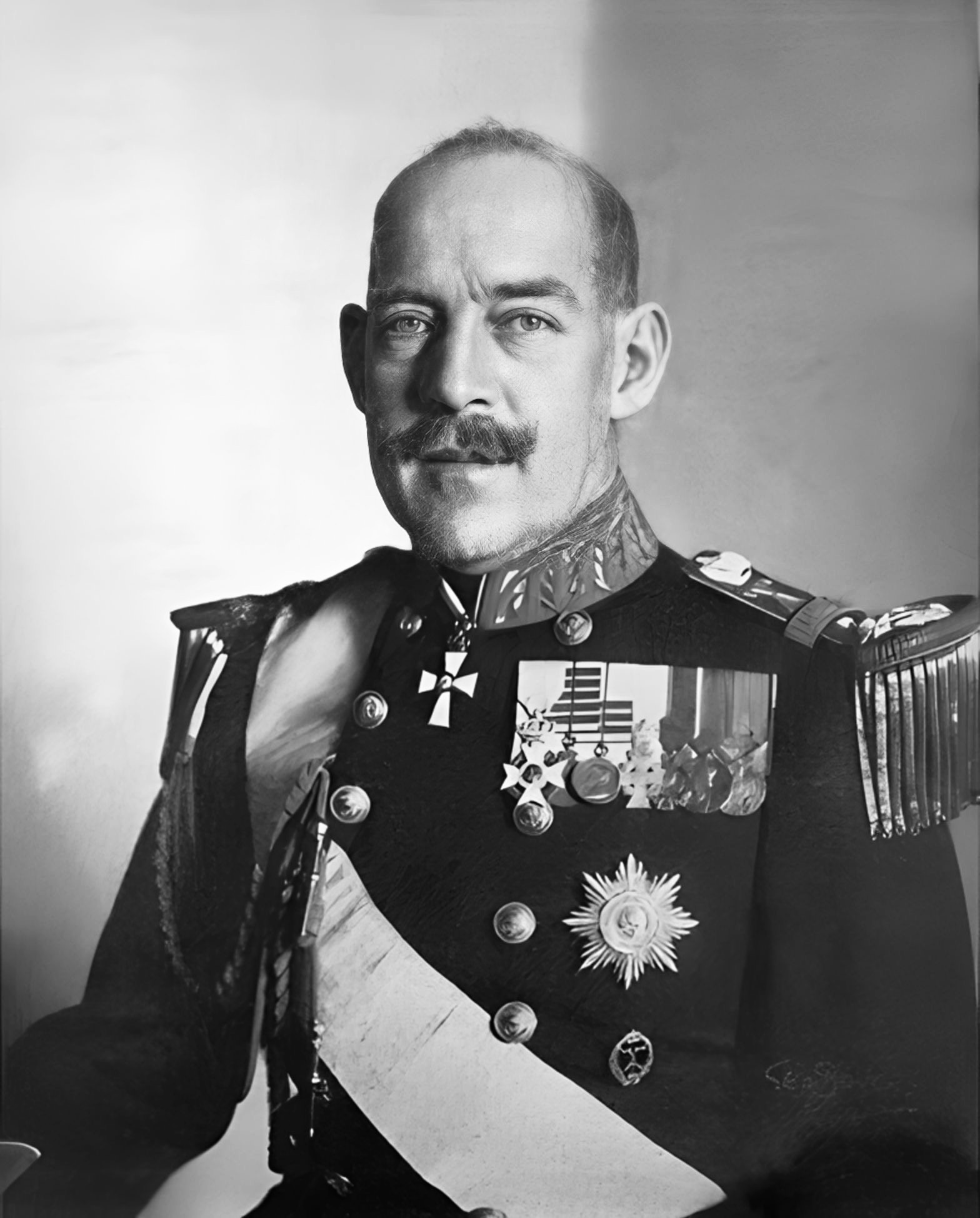
Costantino I, primo insignito della medaglia, con al collo la Croce al Valore.

Con lo scoppio della Guerra greco-italiana, il 28 ottobre 1940 la Croce al Valore fu ripristinata dalla legge 2646/11-11-1940 (ΦΕΚ Α’/13-11-1940). Fino allaconquista tedesca della Grecia nell'aprile 1941, furono assegnate 240 Croci d'oro e 300 Croci d'argento. Le decorazioni continuarono ad essere concesse anche durante lo Stato ellenico, stato fantoccio dell'Asse, con due Croci del comandante (alle bandiere di guerra del 6° e 34° reggimento di fanteria), 1.922 Croci d'oro e 4.635 Croci d'argento, tutto ciò tra il 1941 ed il 1944, la maggior parte delle quali postume. Il governo greco in esilio assegnò 96 Croci d'Oro e 92 Croci d'Argento ad ufficiali greci e alleati. Dopo la liberazione della Grecia nell'ottobre 1944, le onorificenze continuarono ad essere emesse per le operazioni nei Balcani ed in Medio Oriente, con sei Croci del Comandante (alle bandiere di guerra del battaglione della 3a Brigata di Montagna greca, alle bandiere di guerra dell'Accademia Militare Ellenica e della Sacra Banda ed al re Giorgio II), 1.225 Croci d'Oro e 1.382 Croci d'Argento assegnate nel 1945-1946. La Croce al Valore continuò ad essere assegnata per le azioni compiute durante la Guerra civile greca e per la partecipazione del regno greco alla Guerra di Corea, così come per alcuni casi della Seconda guerra mondiale, dal 1947 al 1955. Durante questo periodo, otto Croci del Comandante (tra cui, nel 1947, al re Paolo di Grecia ed al Maresciallo e futuro primo ministro Alexandros Papagos), 4.548 Croci d'Oro (comprese quelle per le bandiere di guerra) e 11.072 Croci d'Argento furono assegnate a personale greco e alleato (per lo più statunitense). 
Con l'abolizione della monarchia da parte della giunta militare nel 1973, il sistema di onorificenze del paese fu rivisto: nell'aprile del 1974 fu promulgato il decreto legge 376/1974, che regolamentava le onorificenze militari per il tempo di guerra e di pace. Istituiva la Medaglia al Valore, una nuova onorificenza esclusivamente per il coraggio sul campo di battaglia, di rango superiore alla Croce al Valore, ma per il resto ripeteva le disposizioni dei decreti precedenti relative a quest'ultima, con la differenza che la medaglia doveva essere assegnata esclusivamente per il coraggio sul campo di battaglia e non più per la leadership o il merito militare. Le norme relative alla procedura di assegnazione erano lasciate alla determinazione di un decreto presidenziale. Al 2003, tale decreto non era ancora stato emanato.

## Insegne
Il regio decreto del 31 marzo 1921 istituì la Croce al Valore in tre gradi: la Croce di Commendatore (Σταυρός Ταξιάρχη), indossata come distintivo su una collana, e la Croce d'Oro (Χρυσούς Σταυρός) e la Croce d'Argento (Αργυρός Σταυρός), indossate come distintivi sui nastrini da petto. Non fu stabilito alcun limite al numero di onorificenze per ciascun grado. Il decreto specificava che la Croce di Commendatore sarebbe stata assegnata solo agli ufficiali di bandiera e alle bandiere di guerra; la Croce d'Oro agli ufficiali superiori e inferiori; e la Croce d'Argento ai sottufficiali, ai sottufficiali e ai soldati semplici. Il design della decorazione veniva specificato come "una croce coronata, recante al centro del dritto, in un cerchio di strette foglie d'alloro, l'effigie di San Demetrio, mentre al centro del rovescio, in un cerchio simile, recava la scritta ΑΞΙᾼ ("per il valore" in greco)". La Croce d'Argento doveva essere interamente in argento, mentre le croci d'Oro e di Commendatore erano smaltate di bianco con bordi blu. Il nastro era composto da cinque strisce azzurre e bianche. Per ogni onorificenza ripetuta, veniva aggiunta al nastro una stella d'argento di 4 millimetri.
Per le concessioni in occasione della Seconda guerra mondiale, sul nastro veniva apposta una barra con la scritta "1940" per distinguerla dalla precedente versione del 1913. Le croci al valore ripetute erano contrassegnate da corone d'argento in miniatura di 5 millimetri, sebbene ne fosse consentito un massimo di tre sul nastro. La versione del 1974 non fu completata fino all'inizio degli anni 2000, quando fu deciso un cambiamento nel design: la corona fu sostituita dall'emblema nazionale della Grecia e l'immagine di San Demetrio da quella della Vergine Maria. I nastri dell'ordine era costituiti da fasce blu e bianche, che si alternano.
| Nastri della Croce al Valore |             |              |
| Croce d'Argento              | Croce d'Oro | Commendatore |